# 노환수
노환수(1984년 6월 30일 ~ )는 현대 유니콘스, 히어로즈에서 뛰었던 전 야구선수다. 2003년 현대 유니콘스에 지명을 받았으나, 수술 이력 때문에 계약 체결이 보류되어 결국 신고 선수로 입단했다. 2005년부터 1군에서 중용되기 시작해, 1군에서 뛴 5시즌 동안 주로 셋업맨으로 나서며 통산 25홀드를 기록했다. 2009년을 끝으로 공익 근무와 부상으로 인해 1군 경기에 출전하지 못하고 있다가 2013년 임의탈퇴를 하게 되었다.

## 출신 학교
- 중앙초등학교
- 부산중학교
- 부산고등학교

## 같이 보기
- 2007년 현대 유니콘스 시즌
- 히어로즈 연도별 선수 명단 (2008년 - 2010년)